# Egbert van der Poel
Egbert van der Poel (ur. 9 marca 1621 w Delfcie, zm. 19 lipca 1664 w Rotterdamie) – holenderski malarz barokowy.

## Życiorys
Był synem złotnika; jego brat Adriaen Lievensz van der Poel także został malarzem. Pierwszych 29 lat życia artysty nie zostało poznane, nie wiadomo też, u kogo się uczył. Przypuszcza się, że jego nauczycielami mogli być Esaias van de Velde i Aert van der Neer. Pierwsza pewna wzmianka pochodzi dopiero z 17 października 1650, gdy Poel został członkiem gildia św. Łukasza w Delfcie.
W 1651 w Maassluisie koło Rotterdamu ożenił się z Aeltgen Willems van Linschooten. Małżeństwo miało czworo dzieci, jednego syna i trzy córki. 12 października 1654 malarz był bezpośrednim świadkiem wielkiego wybuchu w prochowni w Delfcie, który zniszczył centrum miasta. Dwa dni później pochowano jego córkę, jednak nie ma pewności czy jej śmierć była związana z wybuchem. Ostatnie lata życia artysta spędził w Rotterdamie, gdzie zmarł w 1664.

## Twórczość
Egbert van der Poel malował początkowo chłopskie sceny rodzajowe, pejzaże nadmorskie i zimowe. Przedstawiał wiejskie domy i ich wnętrza, często eksponując martwą naturę. Od wybuchu prochowni w Delfcie w 1654, w której zginął Carel Fabritius, najzdolniejszy uczeń Rembrandta, uznawany za brakujące ogniwo między swoim mistrzem a Vermeerem, datuje się początek obsesji van der Poela malowania wyłącznie nocnych pożarów.
Muzeum Narodowe w Warszawie posiada w swych zbiorach dwa dzieła artysty, Wnętrze rzeźni z 1646 i Pożar kościoła, uważany za jeden z jego najlepszych obrazów.